# Новоюгинське сільське поселення
Новою́гинське сільське поселення (рос. Новоюгинское сельское поселение) — сільське поселення у складі Каргасоцького району Томської області Росії.
Адміністративний центр — село Новоюгино.
Населення сільського поселення становить 1201 особа (2019; 1354 у 2010, 1659 у 2002).
Станом на 2002 рік існували Новоюгинська сільська рада (села Наунак, Новоюгино, селище Велика Грива) та Староюгинська сільська рада (село Староюгино).

## Склад
До складу сільського поселення входять:
| Населений пункт      | Населення, осіб (2002) | Населення, осіб (2010) |
| -------------------- | ---------------------- | ---------------------- |
| Велика Грива, селище | 325                    | 244                    |
| Наунак, село         | 57                     | 41                     |
| Новоюгино, село      | 575                    | 538                    |
| Староюгино, село     | 702                    | 531                    |